# The Lodge (filme)
The Lodge (bra: O Chalé) é um filme de terror psicológico britânico-estadunidense de 2019 dirigido por Veronika Franz e Severin Fiala. É protagonizado por Riley Keough, Jaeden Martell, Lia McHugh, Alicia Silverstone e Richard Armitage.
Teve sua estreia mundial no Festival de Cinema de Sundance em 25 de janeiro de 2019, e foi inicialmente programado para ser lançado nos Estados Unidos em novembro de 2019 pela Neon. No entanto, a produtora adiou seu lançamento para o ano seguinte. O filme teve um lançamento limitado nos Estados Unidos e recebeu críticas geralmente positivas, com os críticos elogiando às atuações, direção e roteiro, bem como os elementos de terror.

## Elenco
- Riley Keough como Grace Marshall
  - Lola Reid como Grace jovem
- Jaeden Martell como Aiden Hall
- Lia McHugh como Mia Hall
- Richard Armitage como Richard Hall
- Alicia Silverstone como Laura Hall
- Danny Keough como Aaron Marshall[2]

## Recepção
No Rotten Tomatoes, o filme tem uma taxa de aprovação de 74% com base em 163 resenhas, com uma média ponderada de 7/10. O consenso dos críticos do site diz: "Liderado por uma atuação impressionante de Riley Keough, The Lodge deve se provar um destino apropriadamente perturbador para os fãs do terror sombrio". No Metacritic, o filme tem uma pontuação média ponderada de 64 de 100, com base em 31 avaliações, indicando "críticas geralmente favoráveis".